# Volvo Masters 2007

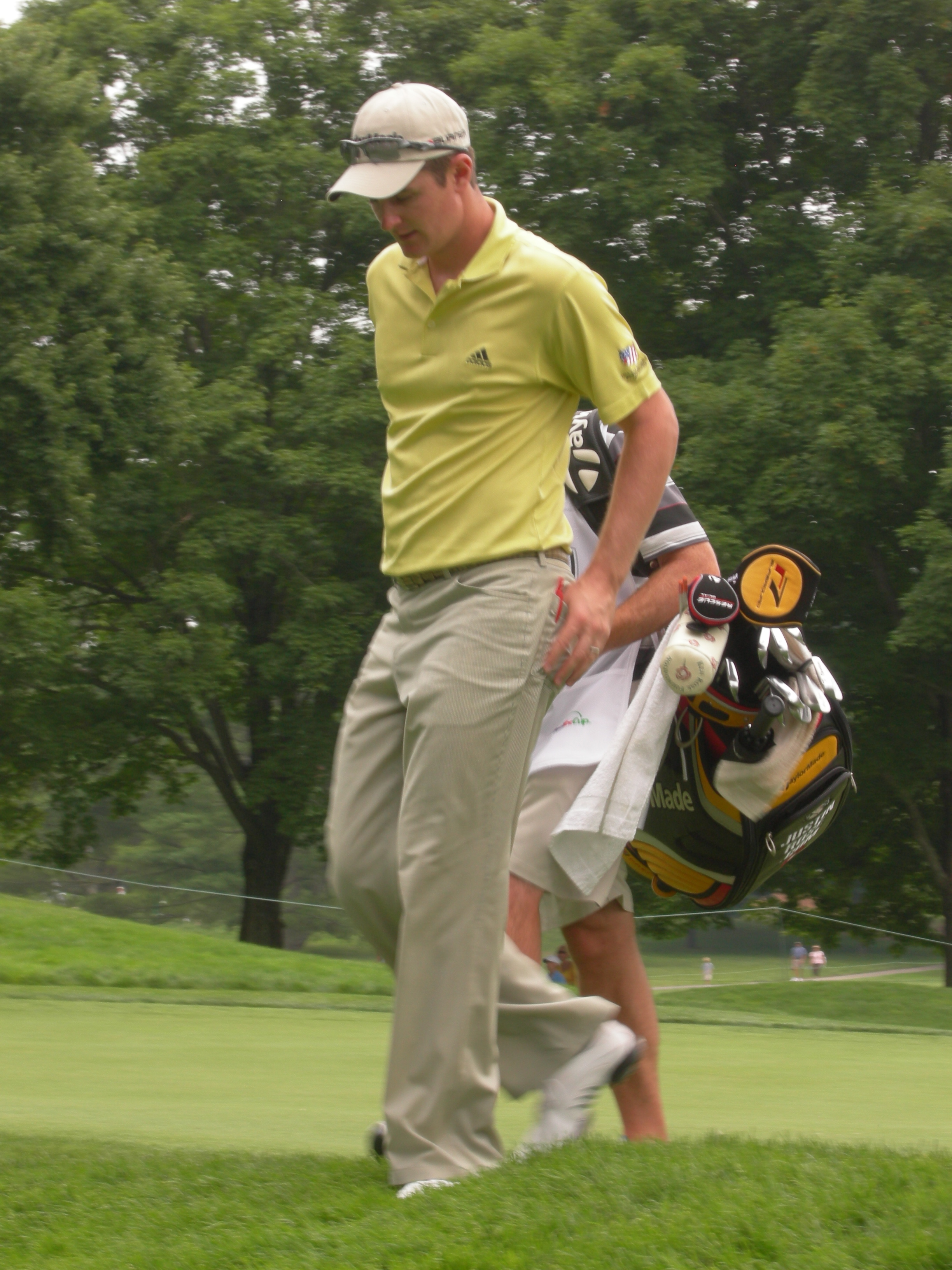
Justin Rose

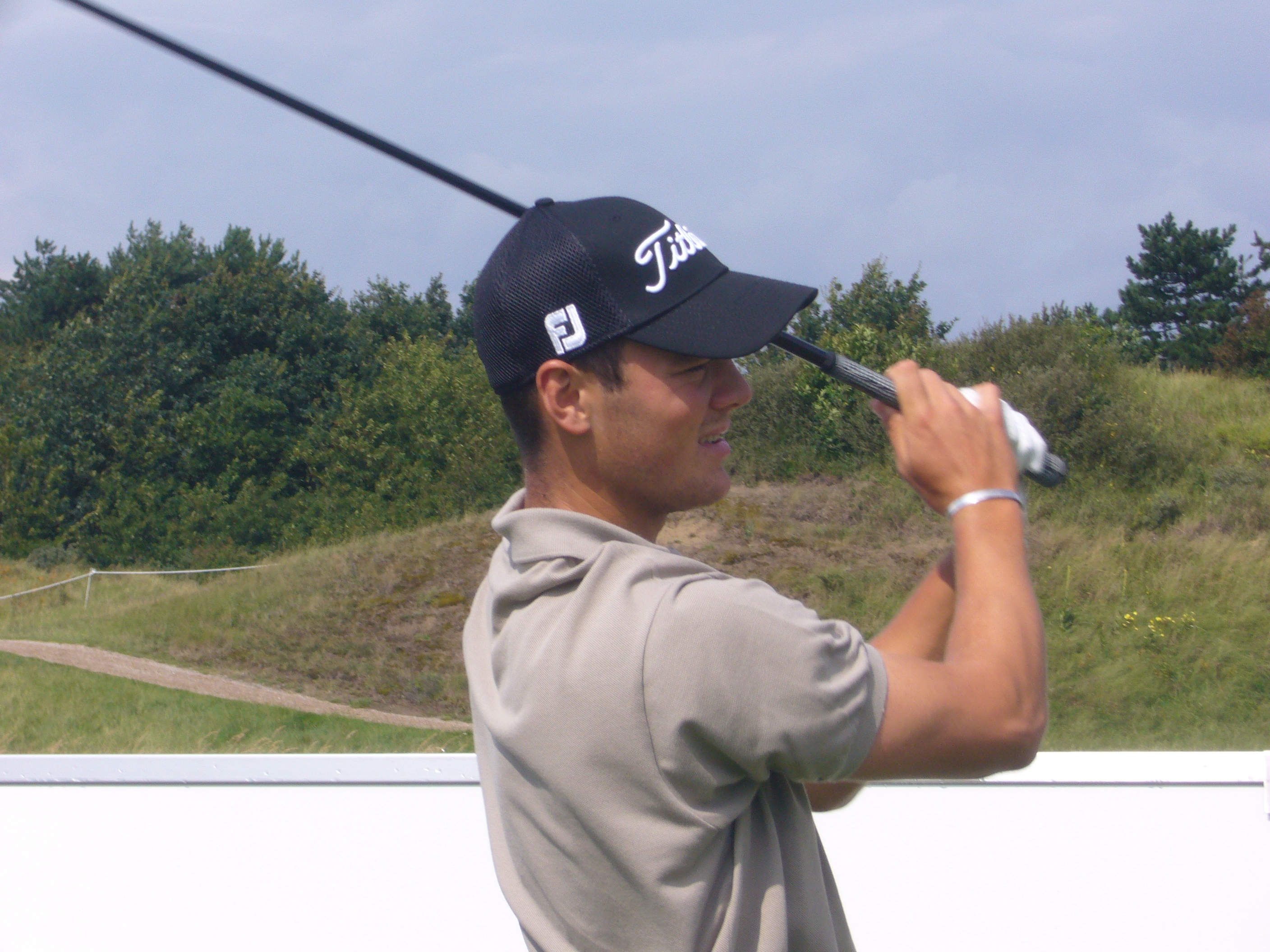
Martin Kaymer

Volvo Masters 2007 was de 20ste editie van het golftoernooi Volvo Masters en vond plaats van 1 tot en met 4 november 2007, bij de Spaanse Valderrama Golf Club in Sotogrande.
Om het twintigjarig jubileum te vieren, waren alle voormalige winnaars uitgenodigd. De uitnodiging werd aangenomen door Ronan Rafferty (1989), Sandy Lyle (1992), Colin Montgomerie (1993 en 2002), Alex Čejka (1995), Miguel Ángel Jiménez (1999), Pádraig Harrington (2001), Ian Poulter (2004), Paul McGinley (2005) en Jeev Milkha Singh (2006).
Het toernooi eindigde in een play-off tussen de Engelse spelers Justin Rose en Simon Dyson en de Deen Søren Kjeldsen, die allen een score van 283 (−1) hadden. Rose, die aan het begin van de laatste ronde een voorsprong van vier slagen had, was blij dat hij nog een kans had. Op de tweede hole maakte hij een 5-meter-putt en daarmee won hij het toernooi.

## De Rookies
Ook deden tien rookies mee: Fredrik Andersson Hed, Grégory Bourdy, Pelle Edberg, Ross Fisher, Mark Foster, Mikko Ilonen, Martin Kaymer, Jyoti Randhawa, Oliver Wilson en Y E Yang. Een van hen, Kaymer, won de Sir Henry Cotton Rookie of the Year Award. Kaymer was de eerste Duitser die deze trofee mee naar huis mocht nemen.